# アレックス・カンフォート
アレックス・カンフォート（Alex Comfort、1920年2月10日 – 2000年3月26日）は、ノンフィクションの性典である『ジョイ・オブ・セックス』（1972年）で最もよく知られている、イギリスの科学者、医師。フィクションとノンフィクション両方の執筆歴があり、老年学者、アナキスト、平和主義者、良心的兵役拒否者でもあった。

## 経歴
1920年にロンドンで生まれ、トリニティ・カレッジで古典語と生物学を学んだ。1945年に医学博士の学位を得て、後に哲学博士、理学博士の学位も得た。

## 人物
二度の結婚歴があり、息子にジャーナリストのニコラス・カンフォートがいる。

## 著書
- ジョイ・オブ・セックス（1972年）